# برج الرابطة تونس العاصمة
برج الرابطة  هو برج اثري تونسي موجود بمدينة نونس و هو يقع حاليا أمام مستشفي الرابطة مصنف من قبل المعهد الوطني للتراث في 16 نوفمبر 1928